# Austra Skujytė
Austra Skujytė (født 12. august 1979 i Biržai i Litauiske SSR, Sovjetunionen) er en atlet fra Litauen, der har specialiseret sig i mangekamp.

## Resultater
- Bronze VM indendørs 2004 Femkamp
- Sølv OL 2004 Syvkamp
- Sølv EM indendørs 2011 Femkamp